# Emy Kindborg
Hedvig Emilia (Emy) Kindborg, född Edman 2 maj 1865 på Svartå bruk i Örebro län, död 11 september 1935 i Stockholm, var en svensk träsnittare.
Hon var dotter till överstelöjtnant Viktor Edman och Emilia Elisabeth Biel samt från 1892 gift med John Kindborg.
Kindborg var som träsnidare autodidakt. Hon utförde ett flertal träsnitt efter sin mans målningar bland annat av Hanna Pauli och Johan Tirén.